# Antônio José Gil
Antônio José Gil, född den 18 augusti 1957 i Criciúma, Brasilien, är en brasiliansk fotbollsspelare som tog OS-silver i fotbollsturneringen vid de olympiska sommarspelen 1984 i Los Angeles.